# Гбарнга
Гбарнга или Гбанга (англ. Gbarnga) — город в Либерии, административный центр графства Бонг.
Город Гбарнга находится в северо-восточной части Либерии, на реке Джоу, в 170 километрах северо-восточнее Монровии, столицы страны, и невдалеке от государственной границы с Гвинеей. Численность населения — 34.046 человек (на 2008 год, второй по величине город Либерии). Наибольшую часть населения составляют представители народа кпелле, а также мандинго.
В городе имеются предприятия по переработке куриного мяса и производству резины. В годы Первой гражданской войны в Либерии город подвергся сильным разрушениям, так как здесь была расположена штаб-квартира Национального патриотического фронта Либерии под руководством Чарльза Тейлора. Находившиеся близ города колледж и Африканский музей были также разрушены и разграблены.